# گکوهای پنجه‌باز
گکوهای پنجه‌باز (نام علمی: Ptyodactylus) نام یک سرده از خانواده گکویان انگشت‌برگی است.